# GMD B12
GMD B12 foi uma classe de locomotivas diesel-elétricas produzida pela Electro-Motive Diesel no Canadá, utilizando-se do motor a diesel EMD 567 para exportação na década de 1950.
Foram trazidas do Canadá para a EFVM com truques ferroviários do tipo Blomberg-B, mas por apresentarem frequentes trincas e quebras esses truques foram substituídos durante a década de 1960 por truques do modelo Flexicoil-B, que é o mesmo truque encontrado nas locomotivas G12 e G22U, e que se adaptou muito melhor as precárias condições ferroviárias nacionais da época.

## Proprietários Originais
- As locomotivas da Bangladesh Railway possuíam truques A1A (três eixos no mesmo truque, sendo dois motrizes e um de apoio).
- Na EFVM as B12 foram numeradas de 521 a 529.
- As Locomotivas da EFVM foram transferidas para a RFFSA em Julho de 1968, e alocadas na RVPSC (11ªDivisão da RFFSA) e posteriormente na VFRGS 13ª divisão.

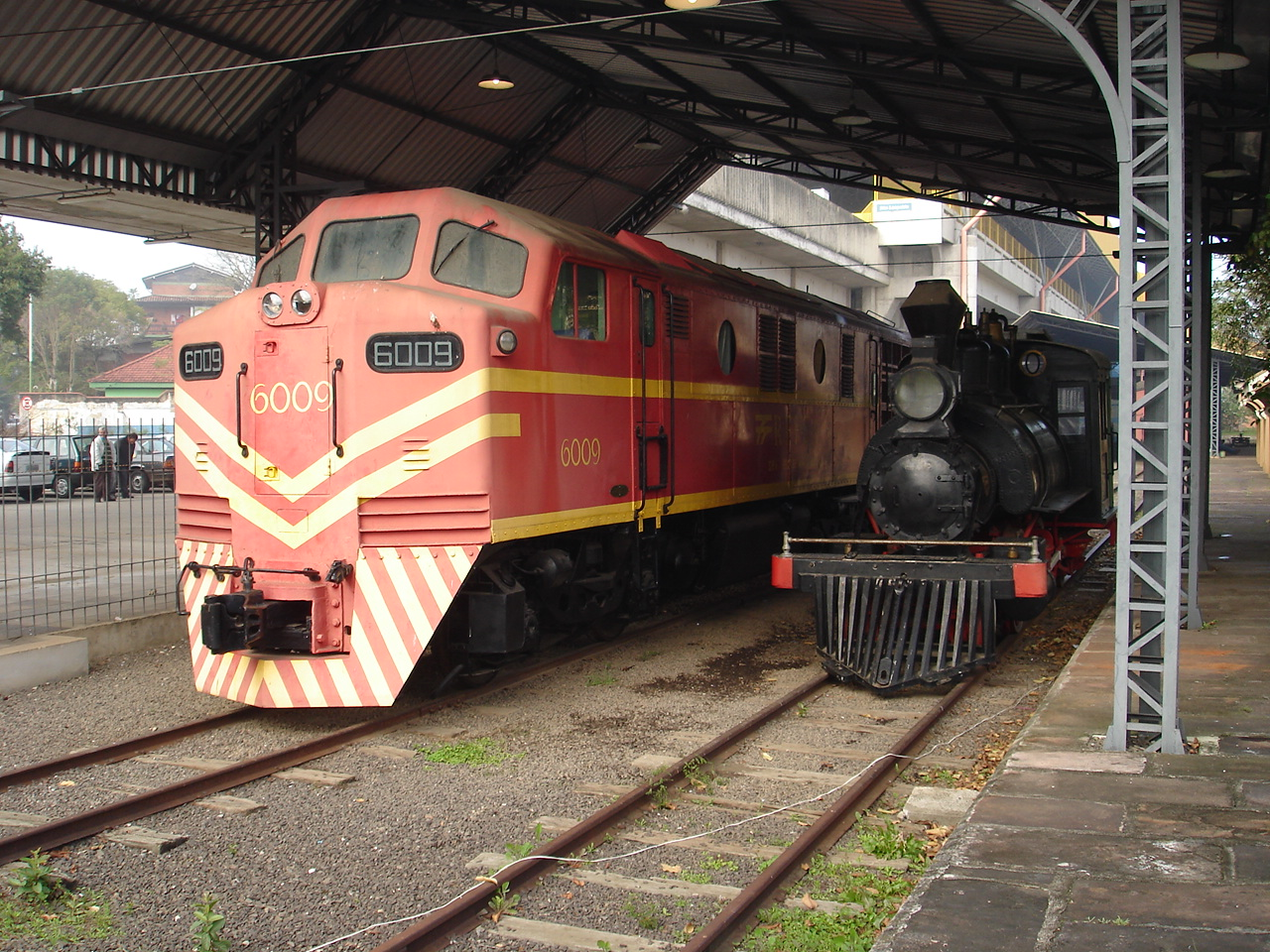
GMD B12 B-B nº6009 - RFFSA.

- O motivo de sua transferência foi o fato delas serem menos potentes que as G12 e G16, e de só poderem trabalhar em tração dupla, sendo engatadas costas com costas, por não possuírem as tomadas do sistema de tração múltipla na parte frontal, o que limitou muito seu uso com outras locomotivas, causando a baixa de muitas e transformação das restantes em manobreiras ou locomotivas para trens de passageiros.

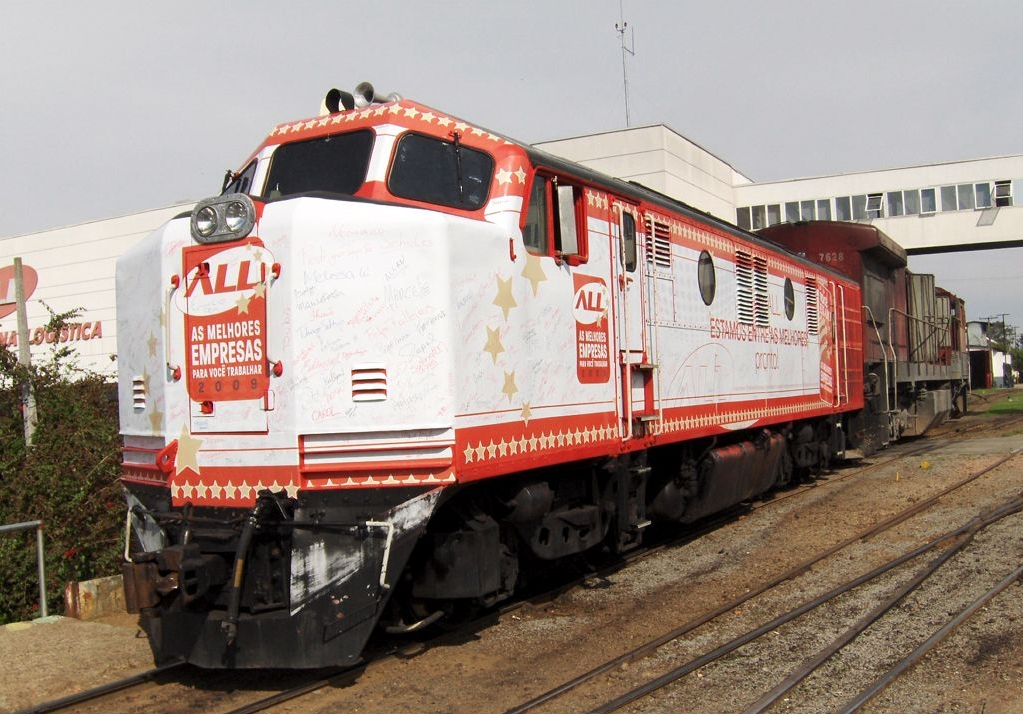
GMD B12 B-B nº4098 - ALL, com pintura especial Melhores empresas para se trabalhar (2009).

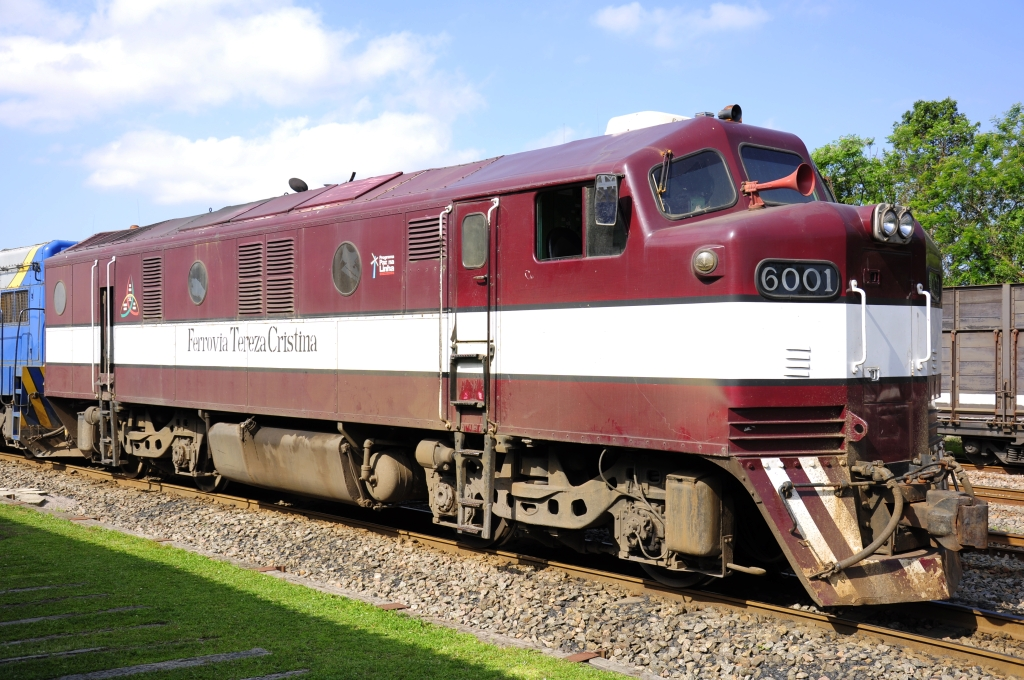
GMD B12 nº6001 FTC SALV-Tubarão.

- Das 9 máquinas importadas originalmente, ainda existem 3, a nº6009 está preservada estática no Museu do Trem em São Leopoldo-RS, a nº4091 foi transferida operacional para a ABPF de Tubarão-SC e a nº 4098 encontra-se preservada e operacional na sede da ABPF Paraná em Curitiba-PR, após ser doada pela RUMO em Janeiro de 2017.